# فرودگاه بین‌المللی عصب
فرودگاه بین‌المللی عصب (به انگلیسی: Assab International Airport) یک فرودگاه نظامی و همگانی با کد یاتا ASA است که یک باند فرود آسفالت دارد و طول باند آن ۳۵۱۵ متر است. این فرودگاه در شهر عصب کشور اریتره قرار دارد و در ارتفاع ۱۴ متری از سطح دریا واقع شده‌است.